# مرتضی راوندی
مرتضی راوندی (۱۲۹۲ – ۲۳ شهریور ۱۳۷۸) تاریخ‌نویس معاصر اهل ایران بود. او گرایش سیاسی چپ داشت و در جوانی عضو حزب توده ایران بود. وی نویسنده کتاب  تاریخ اجتماعی ایران است.

## زندگی
سفری به فرانسه داشتم و با دیدن کتابی که ترجمهٔ نام آن «زندگی روزمره مردم فرانسه در قرن هجدهم» بود، شوق نوشتن کتابی دربارهٔ زندگی اجتماعی مردم در گذشته در من ایجاد شد. چون گمان می‌کردم جای مردم در تاریخ گذشتهٔ ایران خالی است؛ و عموم مورخان شرح احوال و اوصاف و اعمال سلاطین را نوشته‌اند. در شروع کار و در حقیقت در همان زمان که به این موضوع فکر می‌کردم، از ابعاد آن تصوری درست نداشتم. اما می‌دانستم در منابع و کتاب‌های گذشتگان، به هرحال می‌توان نشانه‌هایی از مردم و زندگی آن‌ها و حتی پوشاک و غذا و تفریحات آن‌ها پیدا کرد. این بود که تصمیم گرفتم و شروع کردم.

مرتضی راوندی
مرتضی راوندی فرزند سید مهدی در ۱۲۹۲ در کاشان در خانواده‌ای روحانی متولد گردید. تا اخذ دیپلم در مدرسه دارالفنون مشغول بود. پس از آن وارد دانشکده حقوق دانشگاه کاشان شد. از سال ۱۳۱۸ به عنوان قاضی در دادگستری شروع به کار کرد و به گواه مراجعینش در زمره خوشنام‌ترین قضات دادگستری وقت قرار داشت.
مرتضی راوندی از جوانی با همت شخصی و با نیت تهیه تاریخ جامع زندگی «مردم ایران»، پژوهش و فیش برداری از منابع گوناگون داخلی و خارجی را آغاز کرد.
به باور راوندی، تاریخ ایران را همواره بر پایه اقدامات سلاطین و امیران نوشته‌اند و می‌باید کتاب‌هایی نوشته شود که موضوع آن‌ها مردم عادی که صاحبان اصلی مملکت هستند باشد. وی به نگارش تاریخ سیاسی، اقتصادی از منظر مردم اصرار داشت. حاصل قریب به نیم قرن تکاپوی راوندی، فیش برداری و نگارش کتاب‌هایی دربارهٔ تاریخ گذشته ایران، ده جلد تاریخ اجتماعی ایران است که به گواه اه رال فن در نوع خود «کم‌نظیر» است.
او به زبان‌های عربی و فرانسوی تسلط داشت. او که دارای اعتقادات سوسیالیستی بود، باور داشت تاریخ فقط شرح اقدامات شاهنشاهان و برگزیدگان و حکایت فتح و شکست در جنگ‌های کوچک و بزرگ نیست.
نخستین دوره تاریخ اجتماعی در ۱۳۴۰ و در سه جلد از سوی انتشارات امیر کبیر منتشر شد. در پی استقبال خوانندگان. راوندی با تقسیم‌بندی موضوعی کتاب دست به تدوین مجدد و انتشار تاریخ اجتماعی ایران بر این اساس کرد و در زمان حیاتش ۹ جلد آن و در نبودش آخرین جلد آن انتشار یافت و این مجموعه در ۱۰ جلد به اتمام رسید.
مرتضی راوندی در مورد شیوه تاریخ‌نویسی گفته‌است: «من معتقدم وقتی راجع به یک شخص بررسی می‌کنیم باید تمام جنبه‌های مثبت و منفی او را در نظر بگیریم».
پس از انقلاب بهمن ۱۳۵۷ اکثر کتاب‌های او به‌ویژه جلدهای اول تا سوم که به فرهنگ و تمدن ایران قدیم و حمله اعراب و موضوعات حساسیت‌برانگیز مذهبی می‌پرداخت مجوز نشر نیافت و جلدهای ۹ و ۱۰ که به نقد اعتقادات ایرانیان می‌پرداخت با عناوین «فرقه‌های مذهبی در ایران» و «تاریخ فلسفه در ایران» در سوئد چاپ شد. تاریخ اجتماعی ایران که گرد آوری آن بیش از ۴۰ سال بطول انجامید اساسی‌ترین کار مرتضی راوندی است و یکی از مهم‌ترین مراجع در زمینه جامعه‌شناسی تاریخی ایران به‌شمار می‌رود. با این کار او پایه‌ای محکم و قابل ستایش در این عرصه بنیان نهاد.
مرتضی راوندی در روز ۲۳ شهریور ۱۳۷۸، در هشتاد و شش سالگی، در تهران درگذشت و در گورستان بهشت زهرا دفن شد.
محسن دامادی نویسنده و کارگردان فیلم «خانواده ارنست»، داماد مرتضی راوندی است و سعی در حفظ میراث و اندیشه او دارد.

## تألیف
یک نظریه یا فرضیه وقتی علمی و قابل استناد است که مستندات آن قابل قبول و قابل اثبات باشد. از دیگر معیارها، بی‌طرفی و بی‌نظری مؤلف یا نویسنده است، همچنین صلاحیت علمی و دانش نظری مؤلف نیز باید حداقل برای خواننده قابل ادراک باشد، تا بتواند به کتاب او استناد کند.

مرتضی راوندی
1. تاریخ تحولات اجتماعی در سه جلد
2. تشریح قانون اساسی ایران
3. تاریخ اجتماعی ایران
4. زندگی روزمره ایرانیان در خلال روزگاران
5. سیر فرهنگ و تاریخ تعلیم و تربیت در ایران و اروپا
6. سیر قضا و تاریخ دادگستری در ایران و اروپا

## ترجمه
1. زندگی مسلمانان در قرون وسطی، اثر علی‌اکبر مظاهری
2. اقتصاد بشری، اثر رنه ساد (از مجموعه چه می‌دانم؟)